# Agrypon trochanterale
Agrypon trochanterale là một loài tò vò trong họ Ichneumonidae.